# Карабин (оружие)
Караби́н — облегчённая винтовка с укороченным стволом.

## Этимология
Термином «карабин» были названы производителями также некоторые модели гладкоствольных ружей. Название — производное слово или от арабского «караб» (оружие), или от турецкого «карабули» (стрелок), или же от французского «carabine». Производя слово «карабин» от французского «carabine», изобретателем карабина считают оружейного мастера Гаспара Цольнера в 1498 году, так как в этом году нарезные стволы были впервые употреблены при стрельбе в Лейпциге. 

## Характеристика
Карабины представляют собой как специальные образцы огнестрельного оружия, так и варианты систем винтовок, принятых для вооружения пехоты, отличающиеся меньшими весом, длиной и некоторыми деталями конструкции. По назначению могут быть боевыми, охотничьими, служебными (полицейскими, тактическими и тому подобное) или оружием самообороны. Карабины, имеющие автоматический режим огня, в России выделяют в отдельный класс стрелкового оружия — автомат.

## Терминология
Российская терминология не обязательно соответствует иностранной. Например, в Германии до середины XX века «карабином» называли любое кавалерийское ружьё или винтовку, вне зависимости от длины, так что иногда карабин мог быть длиннее винтовки той же модели, а со временем и вообще любую винтовку с кавалерийскими (боковыми) креплениями для ремня вместо пехотных нижних антабок могли называть карабином. Например, именно таким «карабином» была знаменитая винтовка Karabiner 98k времён Второй мировой войны. Традиционные арабские карабины были очень длинными, длиннее многих европейских винтовок, и из признаков этого вида оружия имели лишь то, что предназначались для кавалерии. В Польше же карабином называют вообще любую винтовку, а карабин — «карабинчиком».

## История карабина (мушкетона)
Как термин, обозначающий оружие, карабин появился в Европе в конце XVI века в Испании. Изначально под карабином понимали просто любое оружие вооруженных всадников carabiniers и оно могло быть как гладкоствольным, так и нарезным. Это могли быть как аркебузы, так пистолеты с колесцовым замком.
Для удобства действия верхом кавалерийские аркебузы делали существенно короче, чем пехотные — некоторое снижение меткости стрельбы при этом оказывалось несущественным, так как метко стрелять с движущегося коня всё равно практически невозможно. Кроме укороченного ствола такие образцы отличались также и другими особенностями, облегчавшими использование в кавалерии: так, они имели боковые антабки для ношения ружья за спиной, а не на плече, как в пехоте.
С пистолетами же происходила обратная метаморфоза, и у них наоборот удлинялся ствол, и появлялся небольшой приклад. Нередко такие карабины были парными и перевозились в седельных сумках как пистолеты, и зачастую у рейтар они являлись основной парой, как например у бранденбургских рейтар.
В начале XVII века появился новый вид оружия — мушкетон, который в России принято называть карабином. Так же карабином называют пружинный крюк, но в Западной Европе где оно появилось это оружие называют мушкетоном (фр. mousqueton), так же [[Карабин (устройство)|мушкетоном (фр. mousqueton)]] называют пружинный крюк. Здесь имеет место лингвистический казус из-за того, что оружие, принятое называть у нас мушкетоном, в Европе называют [[Мушкетон|эспинголе (фр. espingole), тромбло́н (фр. tromblon)]] или  бландербас (от нидерл. blunderbuss). Это произошло из-за того, что первый российский карабин появился в 1731 году (Кирасирский карабин образца 1731 г.),  а к этому времени за оружием, имеющим воронкообразный ствол, закрепился термин мушкетон — абордажное оружие, которое у нас первое время называли дробовым ружьем. В Россию термин карабин попал из Германии и Италии, где употреблялся вместо термина мушкетон. Термин карабин начал вытеснять термин мушкетон только с переходом на нарезное казнозарядное оружие с унитарным патроном  и меньшим калибром — винтовки.
Формально относящиеся к кавалерии драгуны, бывшие по сути посаженной на конские спины пехотой, имели не карабины, а специальные драгунские ружья, лишь немного короче и легче обычных пехотных, так как с лошади никогда не стреляли, а вместо этого перед атакой спешивались. Карабины же имели кирасиры и, иногда, гусары и уланы, или аналогичная им регулярная лёгкая кавалерия, а также разного рода части нерегулярной кавалерии — казаки, башибузуки и им подобные. Большинство карабинов XVII — первой половины XIX века были гладкоствольными и часто представляли собой полностью самостоятельные образцы огнестрельного оружия, напрямую совершенно не связанные, к примеру, с принятыми в той же армии пехотными ружьями, то есть не являлись укороченным вариантом чего-либо.
Во второй половине XIX века в армиях всех развитых стран были приняты более совершенные образцы казнозарядных винтовок. Разработка нового оружия обходилась намного дороже, чем раньше, поэтому в целях экономии и унификации кавалерийские карабины стали выполнять на основе уже существующих образцов винтовок, укорачивая их стволы и внося другие незначительные изменения. В результате получалось оружие, менее удобное для конника, чем прежние карабины, но более дешёвое и не требующее разработки «с нуля», что в условиях вырождения кавалерии как рода войск было вполне приемлемым решением. Таким образом, применительно к образцам этого периода термин «карабин» в большинстве случаев означает «укороченная винтовка», и, соответственно, им обозначается исключительно нарезное оружие. Например, в Российской империи была принята в 1870 году винтовка системы Бердана № 2 пехотного, драгунского и казачьего образцов, а наряду с ней — созданный на её базе карабин, который отличался от винтовки по большому счёту лишь укороченными стволом и ложей. Карабинами помимо кавалерии порой вооружали офицеров, сапёров, инженерные войска и прочих военнослужащих, для которых «полноразмерная» винтовка была бы слишком обременительна, а пистолет — всё же недостаточно эффективен. В этот же период карабины, обычно сделанные или на основе, или по образцу армейских, получили распространение и в качестве охотничьего оружия, например, выпускающийся и по сей день охотничий карабин Манлихера-Шенауэра, созданный на базе механизма принятой в своё время в Греции военной винтовки Манлихера-Шенауэра.
К середине XX века, по мере насыщения войск пулемётами, миномётами, лёгкой артиллерией, бронетехникой и тому подобными средствами ведения боя, важность стрелкового оружия резко упала, в особенности — его огня на средние и дальние дистанции, так что появилась возможность перейти в вооружении уже рядового пехотинца от длинной винтовки к короткому, более удобному карабину. К этому времени кавалерийские части потеряли своё значение, и в то же время возросла роль моторизованных частей, в которых бойцы также носили за спиной оружие с укороченным стволом.
Так, в РККА в 1938 году вместо винтовки Мосина на вооружение отдельных категорий военнослужащих был принят разработанный на ее основе карабин обр. 1938 года, в 1944 году карабин обр. 1944 года был принят для вооружения всей пехоты, позднее самозарядный карабин Симонова — СКС и автомат (автоматический карабин) Калашникова — АК, которые создавались как карабины с самого начала и не имели уже соответствующих им систем винтовок. Более того, в наше время возможно уже и создание винтовки на базе карабина: к примеру, в некоторых странах СЭВ на базе АК в своё время создавали снайперские винтовки. Естественно, это всё было также нарезное оружие.
В СССР термином "карабин" называли короткоствольные и облегченные варианты винтовок калибром до 12,7 мм с длиной ствола до 600 мм включительно.
Тем не менее, уже в современной России слово «карабин» было использовано в обозначении укороченной разновидности гладкоствольного охотничьего (де юре, а де факто — предназначенного главным образом для самообороны граждан) самозарядного ружья «Сайга», созданного на базе того же автомата Калашникова, что не соответствует текущему ГОСТу, зато вполне точно отражает особенности данного образца оружия.

## Карабины под пистолетный патрон
Впервые появились вскоре после распространения патронов с металлическими гильзами. Создавались как дополнение к популярным револьверам того времени, стреляли тем же патроном, но обеспечивали большую прицельную дальность и точность, чем револьвер. Широко применялись на Диком Западе. Классической комбинацией того времени был карабин Winchester и армейский револьвер Colt Single Action калибра .44-40. В течение XX века эта тенденция продолжилась с появлением более современных и мощных бездымных револьверных патронов в виде карабинов рычажного действия Winchester и Marlin под патроны .38 Special / .357 Magnum и .44 Special / .44 Magnum .